# AZS AGH Kraków (piłka siatkowa mężczyzn)
AGH AZS Kraków – sekcja piłki siatkowej mężczyzn, działająca w ramach wielosekcyjnego klubu sportowego AZS AGH Kraków. Od 2013 roku ponownie występuje w I lidze.

## Historia
Sekcję siatkówki w Kole Sportowym AZS AGH powołano w 1952 r., a w 1957 r. utworzono Klub Uczelniany ściśle współpracujący ze Studium WFiS – wykorzystując jego fachową kadrę oraz bazę lokalową. Efektem tej współpracy jest czołowa lokata AZS AGH w rankingu Klubów Uczelnianych AZS w środowisku krakowskim i ogólnopolskim politechnik.

## Kadra
- Pierwszy trener: Andrzej Kubacki
- Drugi trener: Kacper Osuch
- Fizjoterapueci: Michał Roczek, Marcin Nowakowski

| Nr | Imię i nazwisko    | Data ur.   | Wzrost | Pozycja      |
| -- | ------------------ | ---------- | ------ | ------------ |
| 5  | Piotr Janusz       | 29.06.1999 | 206    | środkowy     |
| 9  | Daniel Gąsior      | 09.01.1995 | 200    | atakujący    |
| 13 | Karol Jankiewicz   | 21.02.1996 | 186    | rozgrywający |
| 16 | Przemysław Stąsiek | 30.12.1999 | 188    | libero       |
| ?  | Maciej Naliwajko   | 16.04.1990 | 195    | przyjmujący  |
| ?  | Mikołaj Szewczyk   | 18.02.1997 | 194    | przyjmujący  |
| 99 | Patryk Łaba        | 30.07.1991 | 188    | przyjmujący  |
| ?  | Mateusz Witek      | 22.05.1999 | 203    | atakujący    |